# Полуприцеп

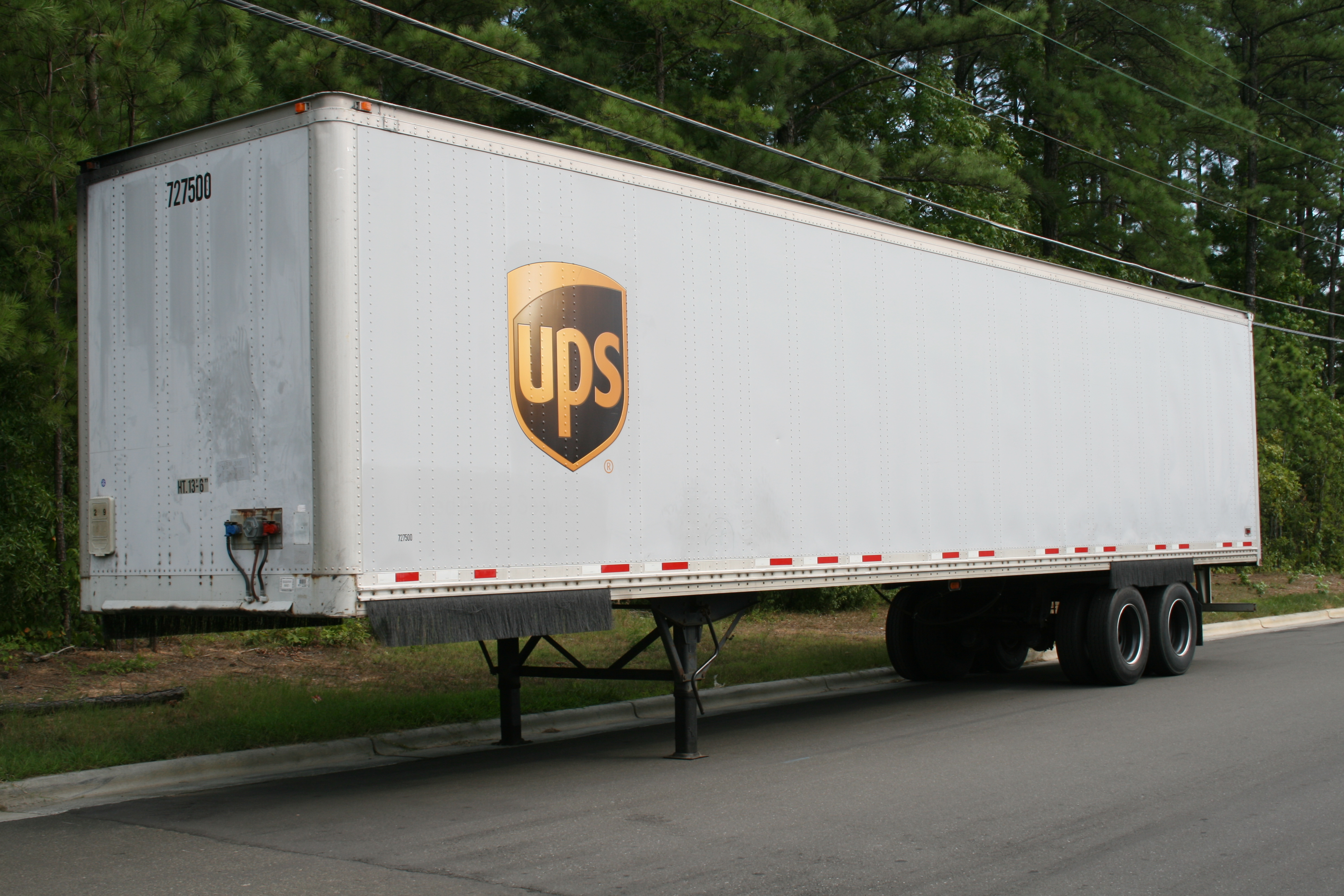
Двухосный полуприцеп-фургон.

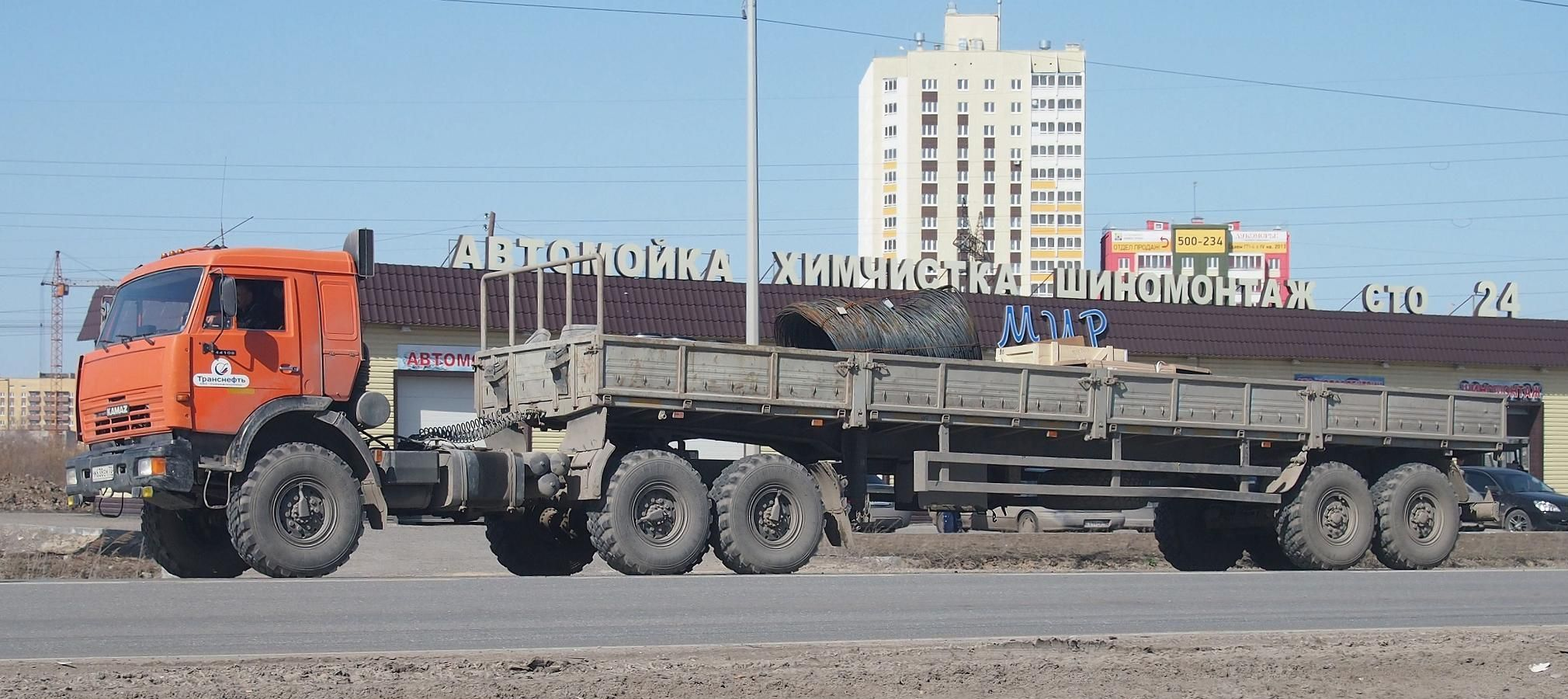
КамАЗ-44108 с бортовым полуприцепом в Тюмени.

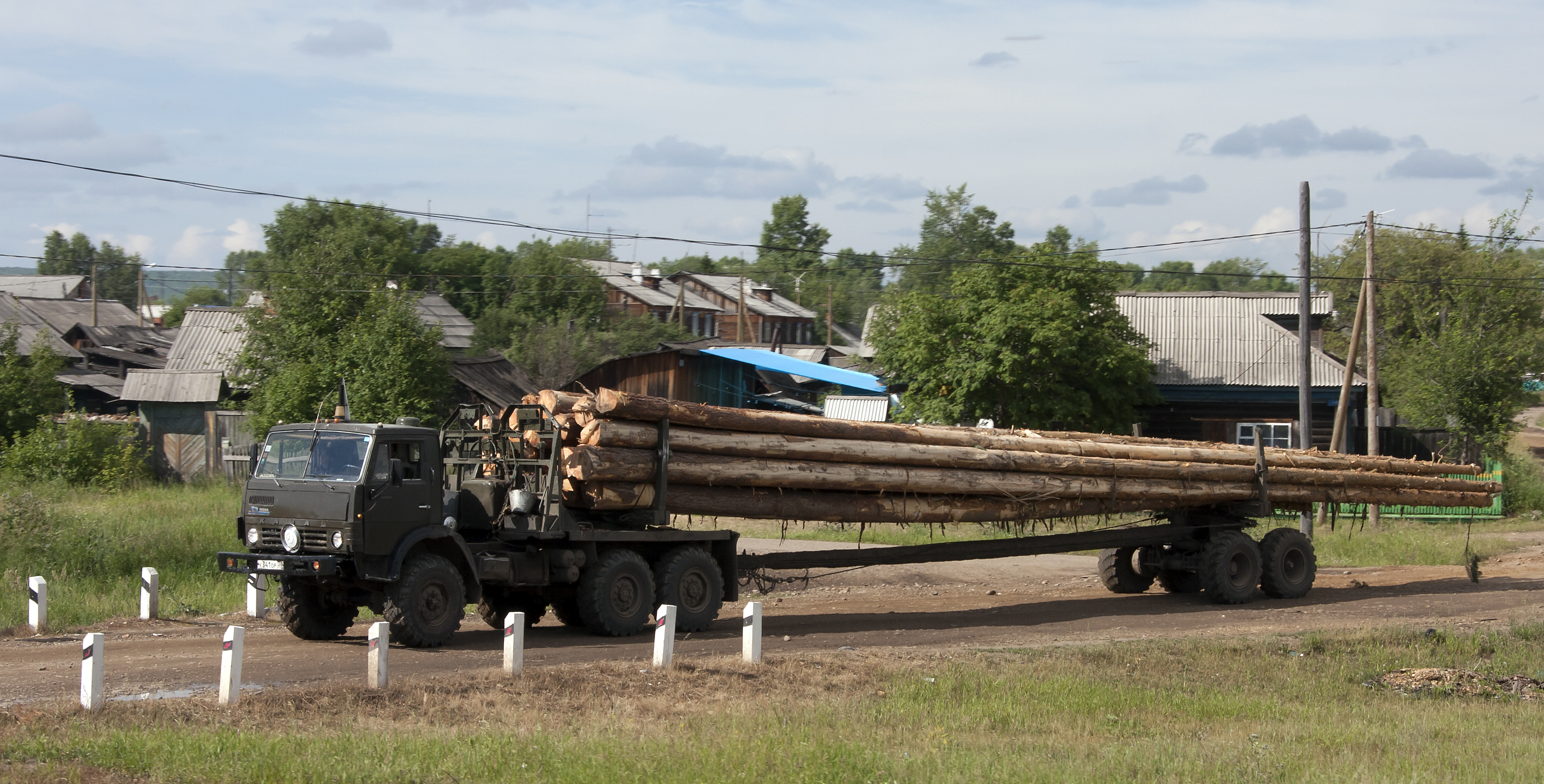
КамАЗ-44108 с прицепом-роспуском в Юртах, Иркутская область.

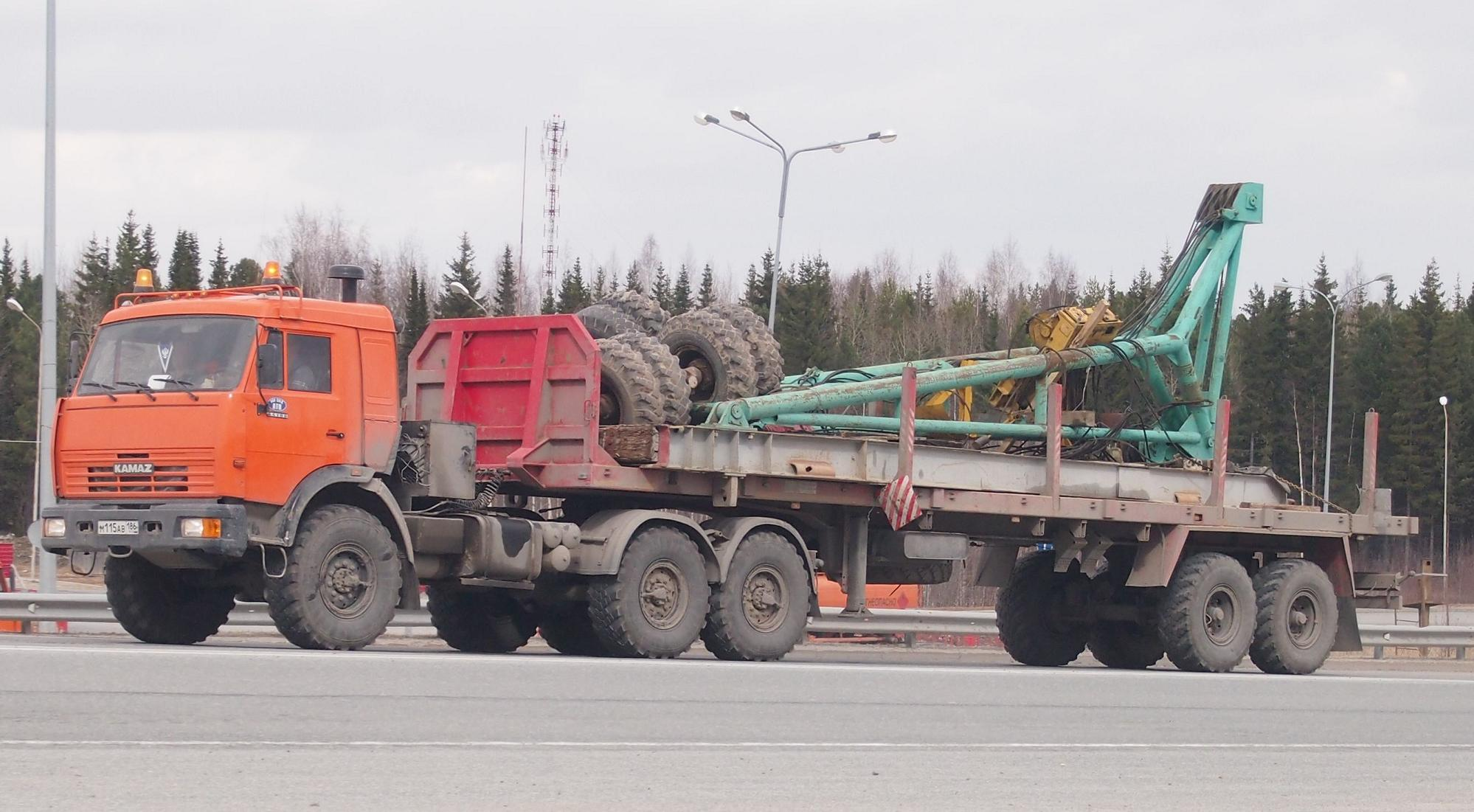
КамАЗ-44108 с полуприцепом в Ханты-Мансийске.

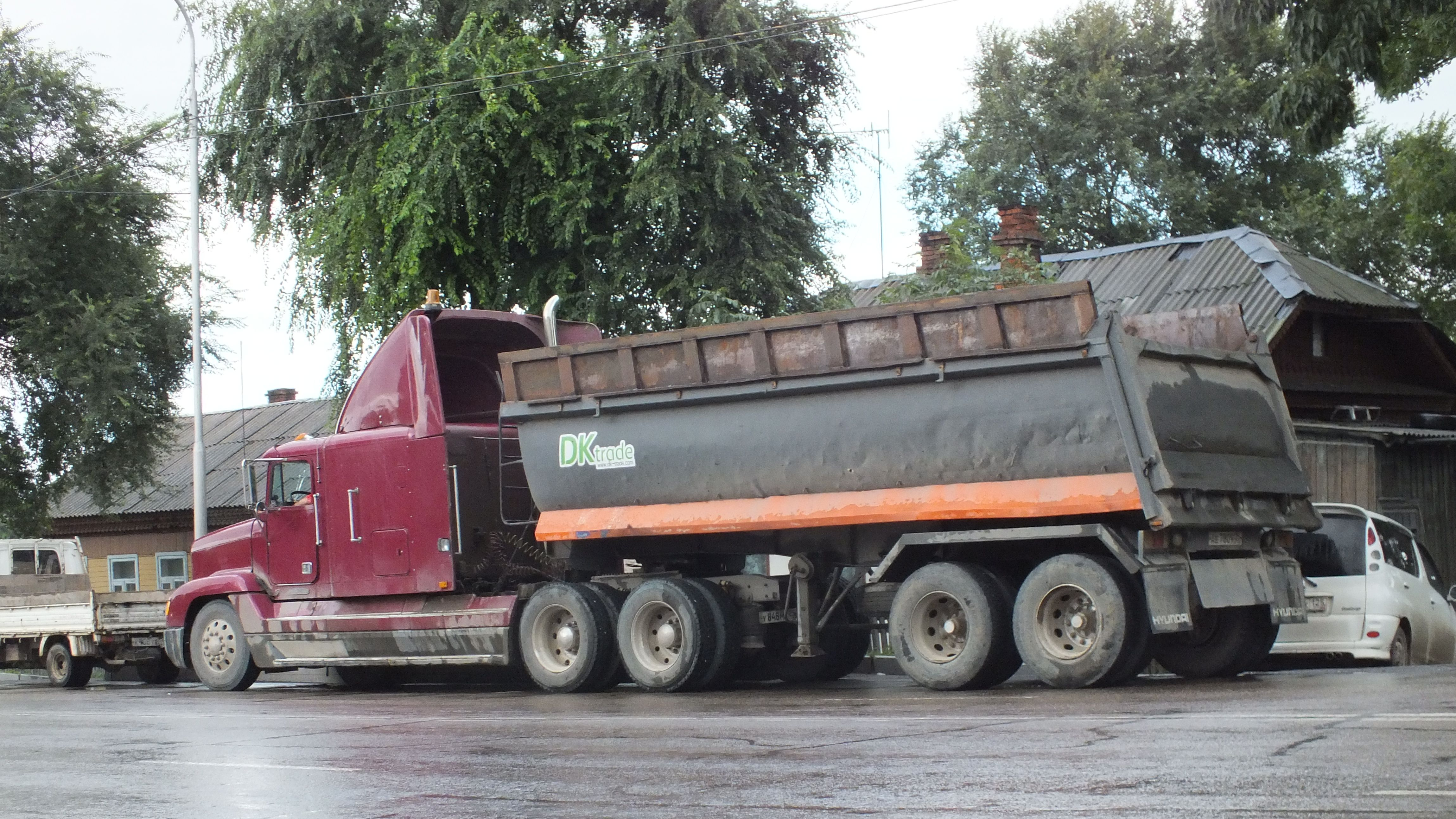
Самосвальный полуприцеп.

Полуприцеп, прицеп-роспуск (ро́спуск) — транспортное средство, не оборудованное двигателем и предназначенное для движения в составе с механическим транспортным средством, несамоходное устройство, как и прицеп, которое спроектировано и изготовлено для его буксировки транспортным средством; разновидность прицепа, которая своей передней частью опирается на тягач. 
Полуприцеп, прицеп-роспуск является транспортным средством, и предназначен для транспортировки разнообразных грузов или оборудования по дорогам всех категорий и бездорожью (отдельные). В Российской Федерации — России сочленённое транспортное средство, включающее прицеп или полуприцеп, признаётся единым транспортным средством. Ранее на Руси (в России) стано́к, дроги, для возки воды и вообще клади — Роспуск и Ро́спуски.

## История
В период развития человечества, происходило развитие и совершенствование изделий используемых им. Так с изобретением волокуш, саней, позже колеса, совершенствовались и средства транспортировки человека и грузов. Ручные санки и тележка которые перемещал человек, постепенно трансформировалась в повозку, которую уже перемещают прирученные человеком различные животные. Грузоподъемность повозок растёт пропорционально их размерам и количеству животных в одной упряжке. Именно повозка, которую тянет животное, и есть прототип современного прицепного устройства прицепа, и позднее полуприцепа и прицепа-роспуска. Позже с появлением парового двигателя и интенсивным развитием всевозможных машин и механизмов, появились паровозы и железнодорожные поезда с различными вагонами, трактора и автомобили. В период индустриального развития человечества возросла потребность в технике способной перевозить большое количество грузов на большие расстояния по дорогам, так и появились различные полуприцепы и прицепы-роспуски различных видов и типов.

## Разновидности

### По назначению и конструкции
В зависимости от характера эксплуатации и конструкции кузова полуприцепы делятся на:
- бортовые (просторечно, так называемая шаланда)
- тентовые
- шторные
- шторно-бортовые
- цельнометаллические фургоны
- изотермические
- рефрижераторы
- контейнеровозы
- самосвальные
- тяжеловозы (тралы)
- цистерны
- лесовозы
- полуприцепы для пусковых установок (например Пэтриот и С-400)
- тракторные полуприцепы
- прицепы-роспуски для перевозки длинномерного материала и изделий (леса, труб и так далее), соединяемый с передком при помощи самого груза, состоящий из рамы, скрепленной посредством подвески с осью колёс, и коника (опорного бруса с откидными стойками, удерживающими груз)
- и так далее.

### Военное дело
В военном деле во многих вооружённых силах государств мира включая Россию применяются полуприцепы. Они могут применяться как для перевозки грузов, так и для установки на них систем ПВО , РСЗО, ПРО, как например система THAAD и даже МБР , как это практикует Индия . 

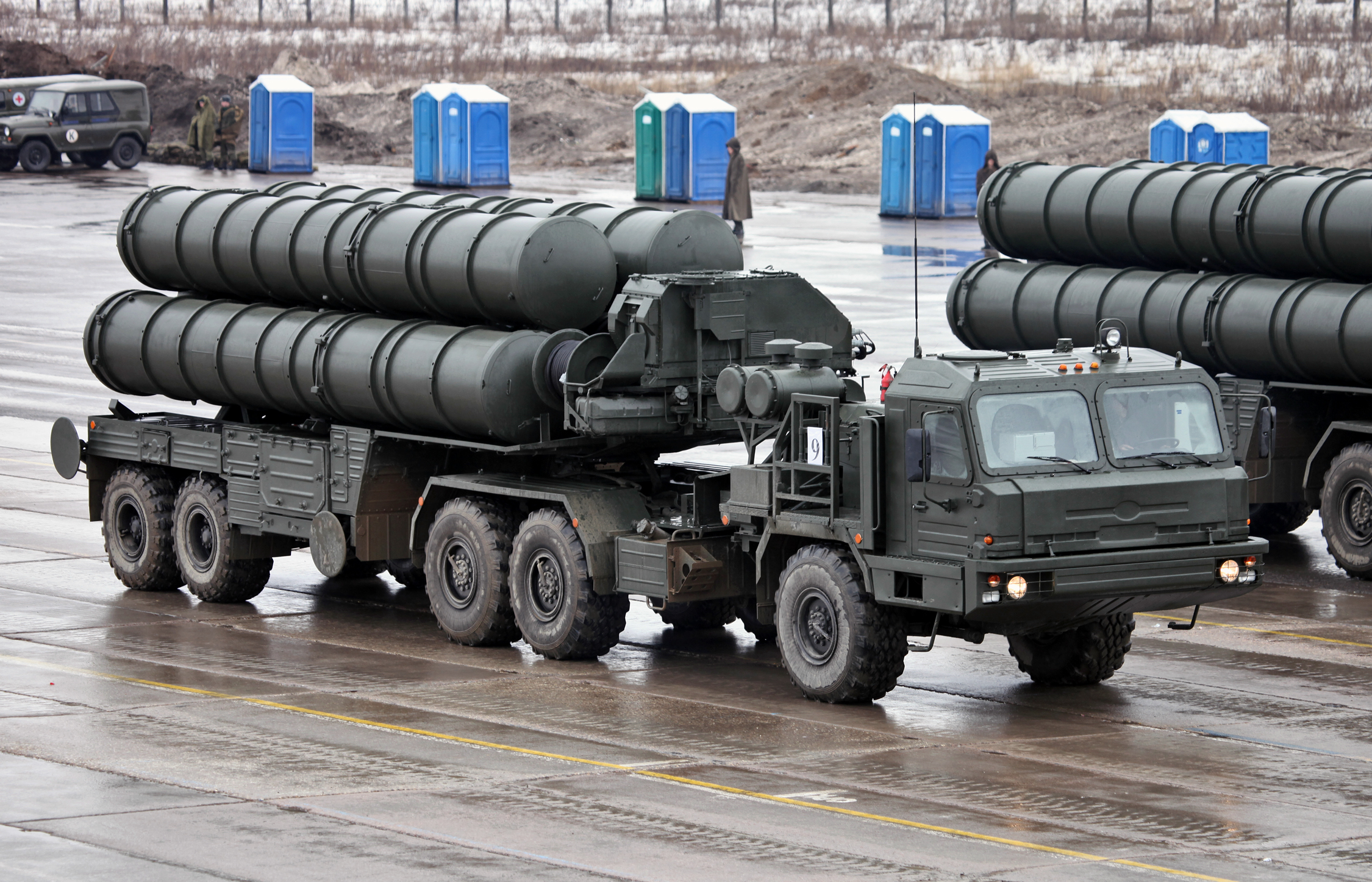
Пусковая установка комплекса С-400 в походном положении.
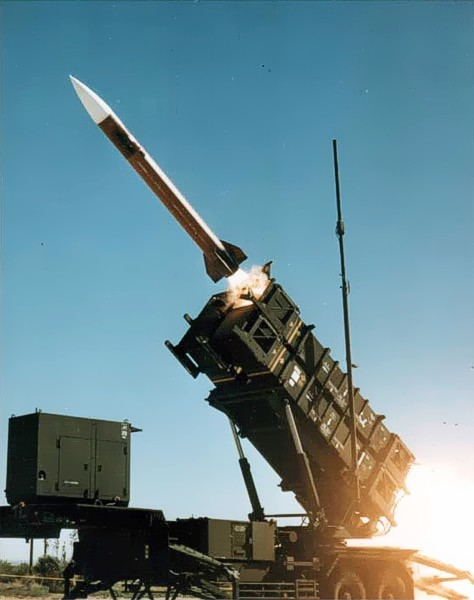
Система Пэтриот запускает ракету.

На полуприцепе, буксируемом тягачом, также могут быть смонтированы многие специализированные установки — например, автобетоносмеситель, автовышка, мусоровоз. Но такие решения встречаются значительно реже установок на самоходных шасси.

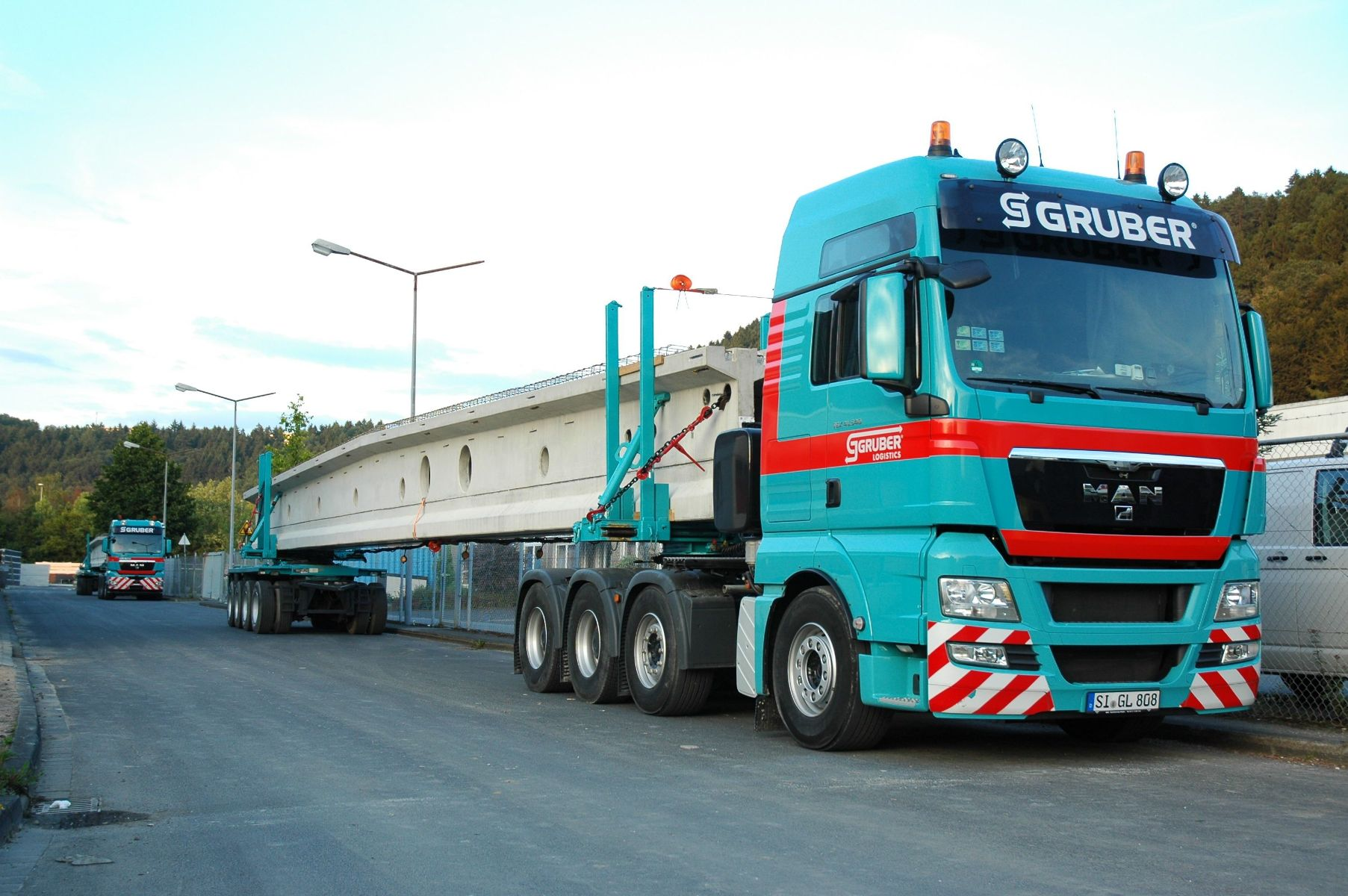
Тягач с прицепом-роспуском.

### По региону
В настоящее время полуприцепы можно разделить на две большие группы: европейского типа и американского. Основные отличия:
- Полуприцепы европейского типа, как правило, имеют три моста с односкатной ошиновкой и дисковыми (для стран с хорошим покрытием дорог и относительно теплыми зимами) или барабанными (в Скандинавии — несмотря на хорошую дорожную инфраструктуру, из-за обилия снега зимой, слякоти днем и морозов ночью; в ряде стран СНГ и в России — по той же причине и в виду плохого состояния дорожной сети за пределами крупных населенных пунктов, большого количества дорог без асфальтового покрытия на периферии) тормозами.[5] Иногда один-два моста могут подниматься от земли автоматикой при движении без груза.
- Американские полуприцепы имеют, как правило, два (реже три) моста с двускатной ошиновкой и барабанными (в виду экономичности) тормозами; все мосты участвуют в движении и подъёмными не являются.
- Полуприцепы европейского типа, в том числе и российские, иногда имеют «палетный ящик» — крепящийся к раме полуприцепа вместо боковых отбойников металлический ящик, предназначенный для перевозки палет. В виду специфики грузоперевозок в России, он, как правило, используется водителями-дальнобойщиками для хранения запасных колёс и другого инвентаря, не связанного напрямую с перевозкой груза.[6]
- Американские полуприцепы, из-за отсутствия соответствующих норм, зачастую не оборудованы боковыми отбойниками вовсе, что создает опасность заезда легкового автомобиля под колеса «фуры»
- Некоторые рефрижераторные и изотермические полуприцепы американского типа для увеличения объёма делаются низкорамными. У европейских это встречается крайне редко.
- Также тентовые полуприцепы американского и европейского типа различаются по способу и устройству тентования.

## Производства в разных государствах и странах
На сегодняшний день производство полуприцепов освоено во многих государствах и странах мира включая Россию. Полуприцепы являются наверное самым многочисленным типом прицепов как таковых. О наиболее актуальных марках для России смотрите эту категорию.

## Механизм сцепки

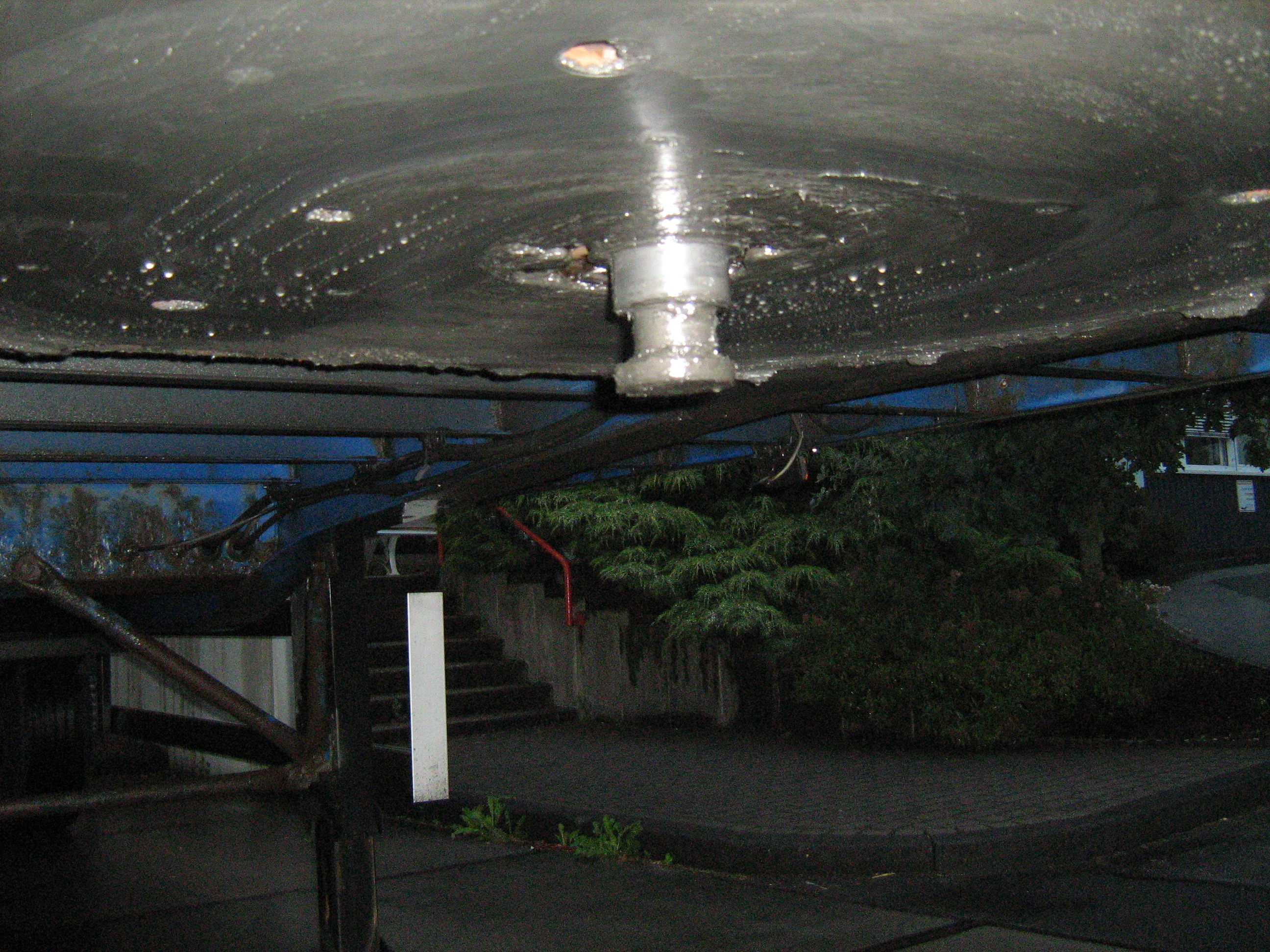
Шкворень на полуприцепе.

Для сцепки полуприцепа с тягачом в передней части полуприцепа имеется опорная площадка со шкворнем. Тягач в свою очередь имеет седло, в которое входит шкворень и на которое ложится опорная площадка полуприцепа. Таким образом полуприцеп переносит часть своего веса на тягач. Сегодня, как правило, используются беззазорные сёдла, исключающие стуки и удары при проезде автопоездом неровностей.